# Frontino, Antioquia
Frontino este un municipiu din departamentul Antioquia, Columbia.